# Leptoperidia macropunctata
Leptoperidia macropunctata är en svampart som först beskrevs av Rehm, och fick sitt nu gällande namn av Rappaz 1987. Leptoperidia macropunctata ingår i släktet Leptoperidia och familjen Diatrypaceae.   Inga underarter finns listade i Catalogue of Life.